# Калининский административный округ (Тюмень)
Кали́нинский администрати́вный о́круг — одна из четырёх административно-территориальных единиц города Тюмени. До 1996 года именовался как Кали́нинский райо́н.
Расположен на территории бывшего Городища и Ямской слободы. Территория современного Калининского округа занимает чуть более 5600 гектар, на которых проживает без малого 170 тысяч жителей.
Калининский округ по праву называют «воротами Тюмени», ведь именно на его территории расположен тюменский железнодорожный вокзал и два городских аэропорта, выезд на федеральную трассу Тюмень — Екатеринбург и на Ирбитский тракт.
На территории Калининского округа находится большое количество объектов массового отдыха, таких как парк Затюменский, благоустроенные скверы Авиаторов, Юности, Юристов, Комсомольский, ухоженные зелёные уголки.
Что касается экономики округа, то её основу составляют более полутора тысяч хозяйствующих субъектов, включая предприятия автосервиса, рынки и гостиницы. Неплохо развит Калининский округ и с социальной точки зрения. Здесь находятся 38 дошкольных учреждений, 25 школ, две городские библиотеки, пять объектов медицинского обслуживания населения, 817 предприятий розничной торговли, а также 206 предприятий питания.

## Гидрография
На территории Калининского округа протекает две малые реки, являющиеся правыми притоками Туры — речка Бабарынка и речка Тюменка.
Речка Бабарынка дала название улице Бабарынка и историческому району города Тюмени. Второе название речки Бабарынки, сейчас полностью вышедшее из употребления — Барымка. Речка Бабарынка начинается с ключей, бьющих на территории современного посёлка Рощино. В русле Бабарынки и рядом с ней имеется целый каскад прудов, всего их десять. Самые крупные из них: Цимлянский, Колокольниковский и Мельничный пруды. Также Бабарынке принадлежит самый протяжённый в Тюмени овраг. Она пробегает по нему не менее одного километра, начиная этот отрезок пути от насыпной дамбы Цимлянского пруда и заканчивая его плотиной на улице Полевой.

## Население
| 1970     | 1979     | 1989     | 2002     | 2009     | 2012     | 2013     |
| -------- | -------- | -------- | -------- | -------- | -------- | -------- |
| 139 933  | ↘116 794 | ↗141 958 | ↗218 147 | ↘170 640 | ↗179 639 | ↗185 521 |
| 2014     | 2015     | 2016     | 2017     | 2018     | 2019     | 2020     |
| ↗190 266 | ↗193 071 | ↗198 247 | ↗203 538 | ↗208 850 | ↗213 227 | ↗217 311 |
| 2021     |          |          |          |          |          |          |
| ↗217 808 |          |          |          |          |          |          |

## История
Указом Президиума Верховного Совета РСФСР от 20 декабря 1965 года в Тюмени образован Калининский район.

### Посёлок имени Калинина (Андреевский посёлок)
После постройки железной дороги на месте нынешнего округа оказались только «осиново-берёзовые колки и небольшие хвойные боры, несколько мелких карасёвых озёр, выпасы скота, болотца — обычный равнинный сибирский пейзаж». В начале XX века в районе пересечения будущих улиц Волгоградской и Большевиков тюменский купец Семёнкин построил лесопилку и двухэтажный дом с мезонином (разобран в 1981 году). В советское время в этом доме жили несколько семей рабочих железной дороги. Лесопилка же в 1919 году была национализирована и быстро переросла в завод «Большевик», давший одноимённое название — Завод Большевик — улице, протянувшейся вдоль железной дороги. Позднее улица стала именоваться Сталинградской, а ещё позже с 1962 года — Волгоградской. Тогда же нынешняя Ленинградская получила своё название.
В 1924 году на улице Завод Большевик появились первые дома для рабочих железной дороги — так возник посёлок имени Андреева Андрея Андреевича, или просто — посёлок Андреевский, в честь тогдашнего народного комиссара путей сообщения. Имя Андреева получила и улица, ставшая в 1954 году улицей Калинина. Сохранилась память о некоторых первых домах по улице Завод Большевик: «Дом N 44 — длинный барак, и рядом N 42 построили в 1942 году рабочие-путейцы на трудовых субботниках. В доме N 42 была столовая, общежитие, а в 1948 году — первая в посёлке двухклассная школа почти на сотню ребятишек. Начальная школа была здесь до середины 60-х годов XX века. Домишко совсем одряхлел, широкие окна забиты фанерой, но в нём всё-равно кто-то живёт. Дома N 38 и 40 занимает Тюменская дистанция гражданских сооружений, ведающая жильём железнодорожников. У перекрёстка с улицей 9 Января, где теперь девятиэтажная башня, 20 лет назад стояли два огромных барака военных лет». Железнодорожники уделили внимание и озеленению улицы Волгоградской яблонями, дубами, тополями.
В честь первого стахановца на железных дорогах СССР была названа улица имени Петра Кривоноса — позднее улица Мира. К началу Великой Отечественной войны строительство посёлка Андреевского остановилось на улице Декабристов.
В 1957 году посёлок был переименован в честь Михаила Ивановича Калинина.
В начале 50-х годов в посёлке появились кирпичные здания: школа № 35 (тогда № 4, 1953), детские ясли завода пластмасс (детсады N 139 «Теремок» и N 105 «Яблонька» — до сих пор действующие) (1955), 44-квартирный дом между улицами Мира и Калинина, кинотеатр «Октябрь» (1957), молодёжное общежитие железнодорожников (1961, в начале улицы Калинина у сквера). В 2002 году, здание кинотеатра "Октябрь" стало заброшенным. В нём постоянно находились различные маргинальные личности. В здании происходило множество поджогов. Летом 2009 здание было полностью снесено. На нечётной стороне улицы, между улицами Новосибирской и Парковой, в конце 50-х годов построили шеренгу одинаковых двухэтажных восьмиквартирных домов для железнодорожников. В 1961 году у перекрёстка улицы Калинина и улицы Сталинградской построили четырёхэтажное общежитие железнодорожников и дом бытового обслуживания напротив.

### Московский тракт
Район города, сформировавшийся на оси Московского тракта, — дороги, ведущей на Москву, расположенную в 2120 километрах от города (по трассе Р351) (юго-западное направление).
История Московского тракта началась с указа царя 12 (22) ноября 1689 года об учреждении пути, соединяющего Европейскую часть России с Сибирью и Китаем. Назывался этот сухопутный путь Московско-Сибирский тракт. С 1763 года Московский тракт является главной государевой дорогой, вместо утратившей этот статус Бабиновской дороги. В Тюмень Московский тракт шёл из Екатеринбурга, входя в город в районе улицы Орджоникидзе, а не Мориса Тореза, как сейчас.
Улица Московский тракт начала застраиваться в 1940-х годах. Осенью 1981 года власти Тюменского (сельского) района переехали с улицы Луначарского в новое здание Администрации на Московском тракте. Ранее на участке улицы от Администрации Тюменского района до кольцевой автодороги рос сосновый бор, а на месте нынешней пятой поликлиники была тополиная роща.
В районе Московского тракта — на улице Амурской, — в декабре 1977 года было открыто Высшее учебное заведение: Тюменский юридический институт МВД России (такое название ВУЗ приобрёл в 1996 году). Первоначально это было заочное отделение Омской высшей школы милиции МВД СССР. В 1978 году отделение было преобразовано в факультет, на базе которого впоследствии была открыта Школа милиции.
В октябре 2007 года на Московском тракте открылся торгово-развлекательный центр «Колумб», который был первым в городе ТРЦ с боулингом и многоуровневым паркингом, а в декабре 2018 года в ТРЦ «Колумб» открылся первый в Тюмени кинотеатр нового поколения. В 2012 году на Московском тракте было открыто новое современное здание пятой поликлиники, что позволило снизить нагрузку на поликлинку на Червишевском тракте, а с Маяка поликлиника полностью переехала на Московский тракт.

### Маяк
На западной границе Тюмени в 1950-е годы вырос новый район, получивший своё название благодаря магазину промышленных товаров, известному на весь город. Магазин «Маяк» был открыт в 1965 году и он подарил своё название не только району города, но и рынку, гаражному кооперативу, кафетерию и детскому клубу.
Первоначально на Маяке селили авиаторов из аэропорта «Плеханово» и семьи сотрудников Тюменского электромеханического завода.
Маяк застраивали тюменские заводы: ДОК поставил вдоль улицы Интернациональной череду двухэтажных домов, электромеханический завод возводил пятиэтажки. Участие в застройке Маяка принимали также заводы КПО и АТЭ.
Гордость Маяка — красивый парк, который вырос из обычной лесополосы между линией железной дороги и улицей Интернациональной. Сквер «Юности» появился в 1970-е годы, когда члены гаражного кооператива «Маяк» посадили вдоль гаражей первую аллею из тополей. Получилась лесополоса. Потом сюда стали подсаживать деревья: клёны, тополя, рябины. Сквер «Юности» достаточно большой по площади: его длина составляет 860 метров, а возле аэропорта «Плеханово» имеется отдельная зелёная полоса.
1 сентября 1961 года на Маяке была открыта средняя школа N 34. В этой школе при кинотеатре «Октябрь» был создан детский кинотеатр и ученики школы сами распространяли билеты на детские киносеансы. Шефами этой школы были аэропорт «Плеханово» и Тюменский электромеханический завод.
В 1988 году школа N 34 получила статус школы с углублённым изучением иностранных языков.
В середине 1990-х ученики этой школы славилась хорошими знаниями французского языка.
В 2001 году лицей N 34 вошёл в сотню лучших образовательных учреждений России.
В 1974 году на Маяке появилось троллейбусное сообщение. Маршрут N 9 стал настоящим украшением района, так как троллейбусы ездили далеко не везде и наличие электротранспорта считалось показателем определённого престижа.
Троллейбус на Маяк исправно возил пассажиров до 12-го июня 2007 года.
В 1980-х годах местные жители неофициально делили район на «верхний Маяк» и «нижний Маяк», который располагался ближе к железнодорожной линии. Были и так называемые «индейцы», — они проживали в двух общежитиях ближе к ж/д вокзалу.
Также на Маяке имеется сквер «Авиаторов», расположенный рядом с улицами, в которых проживают авиаторы. Именно по инициативе жителей прилегающих к парку улиц этот сквер получил своё название.
30 июля 2015 года в сквере «Авиаторов» открыт памятник, посвящённый авиаторам Тюменской области. По мнению автора памятника — скульптора Константина Евтушенко, — памятник позволит обратить внимание общественности на роль гражданской авиации в освоении Севера, ведь без авиации вряд ли удалось открыть и добыть нефть Западной Сибири. Первые геологоразведочные партии, первые буровые бригады в глухие таёжные районы будущих открытий доставляли на вертолётах.

### Червишевский тракт
Район города, сформировавшийся на оси Червишевского тракта, — дороги, ведущей из Тюмени в сторону Кургана. Название тракта — от села Червишево, расположенного в 22 километрах от города (южное направление).
В апреле 1961 года на картофельном поле между Московским и Червишевским трактами начались посадки крупномерных лип, берёз и других видов деревьев в сквере, которому в январе 1986 года Совет народных депутатов присвоил название «Комсомольский». Этот сквер является местом проведения праздников для жителей этой части Калининского района. Так, ранее артисты народного театра Дворца культуры железнодорожников проводили в сквере «Комсомольском» театрализованные представления. С 2008 года в сквере функционирует прекрасный фонтан.
В 2005 году на Червишевском тракте открылся торговый центр «Континент», на протяжении многих лет являющийся самым крупным торговым центром в этом районе.
Летом 2016 года на Червишевском тракте открылся сквер Шахматистов, находящийся поблизости от шахматной школы.
Также в районе Червишевского тракта — на улице Гастелло, рядом с Третьим роддомом, — с 2016 года ведётся строительство уникальной для Тюмени православной церкви Покрова Пресвятой Богородицы. Это будет первая в городе церковь, построенная в византийском стиле. Церковь будет иметь два придела: один — это придел Покрова Богородицы, второй — придел святителя Спиридона Тримифунтского. На сегодняшний день рядом с возводимой церковью имеется временная церковь, которую посещают прихожане и в которой ведутся все необходимые Богослужения.

### Крестьянские места
Крестьянскими местами (в простонародье Крестами) назывался район между Червишевским трактом и железной дорогой «Тюмень-Омск», который начал застраиваться в 1920-е годы после переселения сюда жителей окрестных деревень, оставивших пашни после крестьянского восстания 1921 г. Первые дома были поставлены на пустыре вдоль железной дороги, фасадами к ней — так возникла улица с названием «Односторонка к железной дороге». Постепенно появлялись новые улицы — 1-я Крестьянская (позднее по маленькому кирпичному заводику — ул. Кирпичная, теперь — ул. Н. Чаплина), 2-я Крестьянская (теперь ул. Колхозная), 3-я Крестьянская (стала ул. Революции), 4-я Крестьянская (ныне ул. Пышминская), 5-я Крестьянская (затем ул. Бусыгина, а теперь, с 7 декабря 1957 г. — ул. Агеева) и, наконец, 6-я Крестьянская. Переименование велось в 30-е годы, ул. Односторонка к железной дороге стала улицей Конституции.
В районе перекрёстка улиц Агеева и Демьяна Бедного расположена с 1966 года баптистская церковь «Духовное возрождение». Община купила бревенчатый дом, оборудовав из него дом молитвы. В период с 1997 по 2005 годы над домом молитвы было построено кирпичное здание церкви,. Таким образом, Богослужения продолжались всё время постройки здания церкви.
Улицу Агеева в простонародье даже называли «Нахаловкой», потому что на ней жили беглые из колхозов.
На улице Революции находится церковь христиан веры евангельской «Благая весть».

### Городище
Район Городище подразделяется на Царёво городище (Тюменское городище, «Кучюмово Городище»), Малое городище и Большое городище. В различных источниках литературы названия Большого и Малого городищ часто путают, поэтому можно встретить, что как меньшее по площади, так и большее по площади городища называют то Малым, то Большим.
С конца XIV в. до XVI в. вплоть до прихода Ермака на месте Царёва городища располагался город Чинги-Тура, бывший столицей Тюменского улуса Золотой Орды, впоследствии Сибирского ханства, Узбекского ханства (1428—1446) и Большой Орды (1481—1495). За сто лет до Ермака, в 1483 г., в Чимги-Туре был русский отряд, возглавляемый Ф. Курбским-Чёрным и И. Салтыком-Травиным, но и они не оставили сведений о городе.
В 1586 году на месте Чинги-Туры построена Тюмень. В XX веке на месте старой сибирской столицы был сооружён стадион ФК «Тюмень» (строился с 1964 по 1982 гг.), и практически весь культурный слой Чинги-Туры был во время строительства безвозвратно потерян. Плодородный слой развезли по дачам, более глубокий грунт пошёл на пешеходную дорогу к стадиону через овраг у музея. По словам тюменских археологов супругов Н. П. И А. В. Матвеевых, цитадель Чинги-Туры находилась на месте современных улиц Коммуны и Энгельса (до 1922 г., соответственно, ул. 1-я Царевогородищенская и ул. Большая Городищенская). Время от времени поднимается вопрос о возможности создания на месте Царёва городища музейно-туристического или общественно-культурного комплекса.
С 6 февраля 1893 года при Спасской и Михайло-Архангельской церквях была открыта одноклассная церковно-приходская школа, занятия в которой проходили в специально купленном доме в Малом городище Тюменским мещанским обществом. Эта школа получила название Спасо-Архангельской.
В старину на территории современного Калининского округа протекало два Святых ручья, возле которых собирались массовые гуляния в праздник Девяту — девятое воскресенье после Пасхи, день памяти святой Параскевы Пятницы. Один ручей располагался в районе нынешних Дворца спорта и стадиона «Геолог», другой — в районе нынешней улицы Краснодарской.

### Затюменка

Собор Троицкий испытал влияние украинского барокко

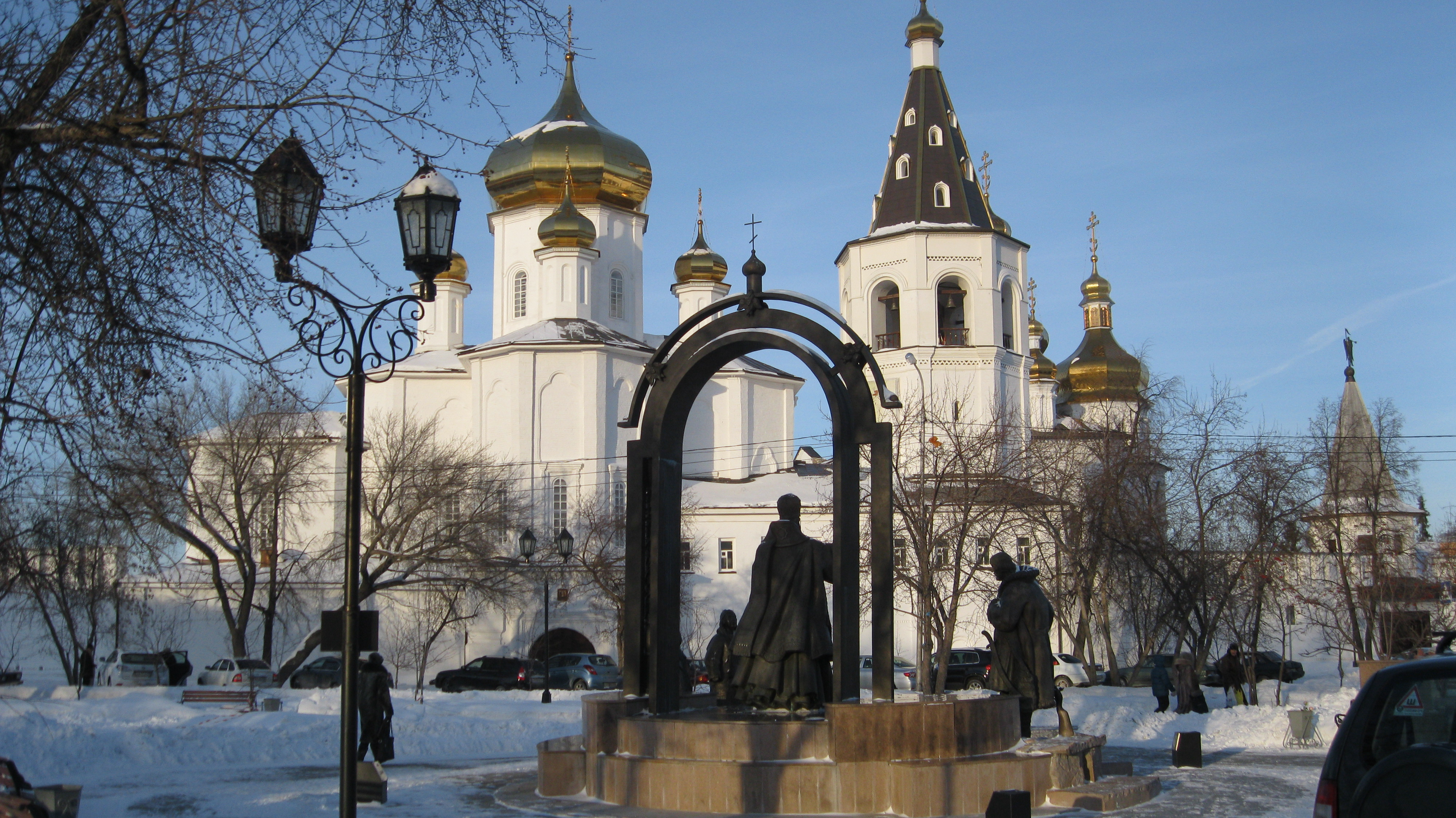
Церковь апостолов Петра и Павла

По одной из версий в 1581 году Ермак мог зимовать на Затюменском мысу в районе будущей Затюменки. В начале XVII века за речкой Тюменкой образовалась Ямская слобода, названная по основному роду деятельности живущих в ней ямщиков. Позднее она стала называться Затюменкой. Основателем Ямской слободы может считаться ямщик Артюшка Парфёнов, который в 1605 году «бил челом» царю Борису Фёдоровичу Годунову о переселении первых ямщиков из Тюменской крепости за речку Тюменку".
Из грамоты царя Бориса Годунова Тюменскому голове А. И. Безобразову от 29.01.1605 года:
 «И будет так, как нам тюменские ямские охотники били челом, и как к тебе ся наша грамота придет, а за Тюменкою будет рекою ямщикам жити мочно, и от города недалече, и от воинских людей (кочевников. – Авт.) жити бесстрашно, и ты б тюменским ямским охотникам велел под дворы земли дать, смотря по тамошнему делу, где пригоже…».
Определённое представление о побочных заработках жителей этого тюменского предместья можно составить по строке из «отписки» воеводы: «У ямщика Григория Перевалова кожевенного заводу: изба пяти сажен, а в ней шесть чанов…». Славились также мастера санного, каретного, колокольного, кузнечного, сапожного, сундучного, портняжного, коврового дела, а также столяры, плотники, бондари и другие.
Из каменных строений на карте 1808 года в Затюменке указаны: церковь Воскресения Господня (может быть отождествлена с Крестовоздвиженской церковью), Мужской 3-го класса Троицкой монастырь с церквями Святыя Живоначальныя Троицы, Первоверховных Апостолов Петра и Павла и Преподобных Зосимы и Савватия соловецких. На карте конца XIX века указана Никольская церковь, она же Крестовоздвиженская (основана в 1774 году). За Свято-Троицким монастырём обозначены Монастырская роща и монастырские покосы в районе между современными улицами Коммунистической и Мельзаводской на берегу небольшой речки Бабарынки, впадающей в Туру. В районе Затюменки также был расположен Окружной суд и Приказ о ссыльных.
В 1733 году на пути к Тихому океану на постоялых дворах Затюменки располагались участники Великой Северной (Второй Камчатской) экспедиции, которую возглавлял капитан-командор Витус Беринг. Его сподвижник, первооткрыватель, исследователь Аляски — сотрудник Петербургской академии наук естествоиспытатель Георг Вильгельм Стеллер, не доехав до столицы, в 1746 году нашёл свой последний приют на крутом речном откосе в Дунькином (Никольском) саду (расположенном напротив старого здания ТюмГАСУ). По существовавшей традиции лютеранина не могли хоронить на православном кладбище, поэтому он был погребён за оградой Свято-Троицкого монастыря.
Из Затюменки знаменитый писатель Антон Чехов 3 мая 1890 года направился к острову Сахалин по Сибирскому тракту — «самой большой и, кажется, самой безобразной дороге в мире».
Летом 1915 года в Свято-Троицком монастыре, в Настоятельном корпусе, у своего друга, настоятеля монастыря Мартиана, остановливался Григорий Распутин. Опираясь на личные связи (включая своих протеже — губернатора, епископа), он руководил «операцией прикрытия» паломнического визита младшей сестры царя — великой княгини Ольги Александровны в Тобольск и Верхотурье (с попутным посещением Тюмени и села Покровского). А поскольку она путешествовала инкогнито, то в городе он определил её на постой к своим знакомым — семье Стряпчевых (ул. Никольская, 8 — ныне Луначарского).
На советском плане 1937 года нумерация общественных зданий и школ начинается именно с учреждений Затюменки, среди которых перечислены школа N 22, пединститут и Затюменская библиотека.
Ещё в годы Великой Отечественной войны на небольшой треугольной площадке напротив входа в церковь Петра и Павла — на месте нынешнего сквера Филофея Лещинского, — находилось старинное кладбище. После войны надгробия убрали и на этом месте в 1950-е годы был базарчик — «толкучка», — который затем перевели на улицу Калинина в Андреевский посёлок.
Летом 1942 года Правительство СССР решило открыть в стране 14 торфяно-лесных техникумов для подготовки специалистов по добыче торфа и лесоразработкам (вследствие нехватки топлива в стране после оккупации Донецкого каменноугольного бассейна (Донбасса) войсками нацистской Германии и её союзников). Так как леса и торфа в Тюмени было достаточно, то 1 декабря 1942 года один из таких техникумов открыли в Тюмени. Сначала лесотехникум располагался в историческом центре Тюмени, а в 1953—1956 годах в Затюменке для него построили учебный корпус, мастерские, общежития. В 1980-е годы учебная база лесотехникума была обновлена и расширена.
В августе 1941 года в Тюмень было эвакуированно из Таллина военно-пехотное училище, открытое в Таллине в 1940 году. Разместили его в Затюменке. Училище называлось Западно-сибирским военно-пехотным. 22 июня 1957 года его реорганизовали в военно-инженерное, а в 1967 году — в Высшее военно-инженерное командное училище имени маршала А. И. Прошлякова (ТВВИКУ). В августе 1998 года оно стало Тюменским филиалом военного университета (бывшая военно-инженерная академия имени В. В. Куйбышева в городе Москве).
Затюменкой люди старших поколений называют территорию, расположенную между оврагом, где течёт Тюменка; рекой Турой, речкой Бабарынкой и улицей Болотникова, за которой начинается район Дома Обороны.

### Микрорайон ДОК
Район расположен в километре от набережной, но всегда считался отдалённым районом.
Местные жители именуют его «Тайванью» (именно так — в женском роде).
Первые поселенцы облюбовали этот берег Туры ещё в XIX веке, а в 1930-е годы Совет народных комиссаров РСФСР выпустил постановление «О трудовом устройстве кулацких семей, высланных в отдалённые местности, и о порядке организации и управления специальными посёлками».
Одним из таких посёлков стал район посёлка деревообрабатывающего комбината «Красный Октябрь».
После этого со всей страны сюда потянулись переселенцы из кулацких семей.
Таким образом, район ДОК основан как специальное поселение в 1930-е годы.
Народное наименование «Тайвань» этого района города связано с тем, что район располагался специфически, напоминал остров, омываемый Турой. С городом этот «остров» связывала единственная дорога, которую местные жители называли «дорогой жизни».
В 1933 году запущено производство деревообрабатывающего предприятия — «Красный Октябрь».
Большинство переселенцев были «кулацкими семьями». Тогда же деревянными бараками на две семьи были застроены улицы: Томская, Хабаровская, Иркутская, Охотская.
Деревообрабатывающий комбинат «Красный Октябрь» долгие годы был центром жизни района. До войны предприятие производило мебель, а в военные годы переключилось на изготовление лыж, упаковок для боеприпасов и прикладов для автоматов.
В советские годы трудно было найти тюменца, который не видел бы мебель от «Красного Октября».
Статуса специального поселения посёлок ДОК лишился только в 1956 году.
Район активно застраивался и в 1970-е годы. Тогда был построен Тюменский колледж производственных и социальных технологий (улица Рылеева, дом 34).
В 1979 году тюменский Тайвань постигло настоящее стихийное бедствие: весной этого года на Туре был очень высокий паводок, в результате чего прорвало защитную дамбу, которая защищала этот район. Вода снесла часть домов, часть — затопила под крыши.
Вода дошла до школы N 38, расположенной почти в километре от берега Туры, и затопила первый этаж здания. Вода поднялась до высоты восьми метров.
Военные ездили на катерах по посёлку и кричали в рупор: «Женщины, дети!». Пока не вывезли всех женщин и детей, мужчин не забирали. Многие мужчины отказались покидать свои дома — остались сторожить. Так и просидели на крышах и чердаках, пока вода не сошла.
В 1986 году был введён первый девятиэтажный дом в районе типа 111-121.
В 2018 году территория ДОКа была продана застройщикам. Ныне заброшен цементный завод на улице Томской и практически снесён ДОК «Красный Октябрь».
С 2018 года начата массовая застройка территории ДОКа. Названия жилых комплексов: ЖК «Чемпионский», ЖК «Октябрьский», ЖК «ДОК», ЖК «Скандиа», ЖК «Ютта».
С 2020 года начато расселение и снос аварийных и незаконно построенных домов.
В 2021 году для застройки ЖК «Чемпионский» снесены бараки на улице Тюменской.

Расселённые дома на улице Тюменской. На заднем плане ЖК «Чемпионский». Дома снесены в 2021-м году.

## Инфраструктура
На территории округа расположены
- два аэропорта (Плеханово и Рощино)
- железнодорожный вокзал